# James Alfred Ford
Pour les articles homonymes, voir Ford (homonymie).
James Alfred Ford (né le 12 février 1911 à Water Valley (Mississippi), mort le 25 février 1968 à Gainesville (Floride)) est un archéologue américain spécialiste des civilisations précolombiennes d'Amérique du Nord, et plus particulièrement de la Civilisation du Mississippi .

## Biographie

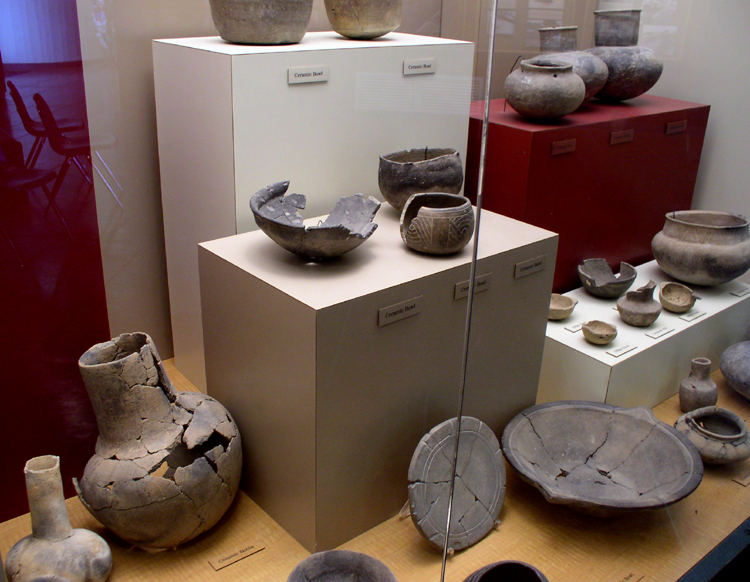
Céramiques de la culture de Plaquemine (entre 1200 et 1500 ; site de Winterville, dans le Mississippi).

Étudiant de l’université du Michigan, Ford avait accompagné, en tant que stagiaire de la Smithsonian Institution, l’archéologue Henry B. Collins à l'Île Saint-Laurent, en Alaska, durant l'été 1930, puis à Point Barrow (1931-1932). En 1933, boursier du National Research Council, il avait assisté Frank M. Setzler sur les fouilles du site de Marksville : là, il s'attacha à établir une première tentative de chronologie des cultures de la basse vallée du Mississippi. Entre 1933 et 1934, il travailla sous la direction d’Arthur Randolph Kelly aux fouilles d’Ocmulgee National Monument, à Macon (Géorgie). Cette même année 1934, il réalisa des fouilles de ruines à Elizafield Plantation, dans les environs de Brunswick (Géorgie). Au cours du mois d'août 1934, il était employé par le Service des Parcs nationaux de Géorgie ; de septembre à la mi-octobre, la Southeast Fair Association l’emploie à reconstituer un village indien à Atlanta. En 1937, il est employé par le National Park Service au projet de reconstitution de huttes enterrées d’Ocmulgee National Monument. Durant l'hiver 1939-40, il participe aux fouilles de site de Medora pour le Service archéologiques de Louisiane, entreprise co-financée par l’Université d'État de Louisiane et l’État : ce chantier, par l’originalité de ses vestiges, marque la reconnaissance et la première tentative de datation de la culture de Plaquemine.
En 1949, il se vit offrir le poste de conservateur du Muséum américain d'histoire naturelle.
Au début des années 1950, Ford dirige les premières fouilles systématiques du site archéologique de Poverty Point, en Louisiane ; il poursuivra, avec plusieurs interruptions, ces fouilles jusqu'à sa mort. Il identifie notamment la structure en crête des tumulus précolombiens comme une caractéristique unique de ce site. Les expériences qu'il effectue avec du loess afin de comprendre la signification des dizaines de milliers d'« artefacts de Poverty Point » marquent les débuts de l’archéologie expérimentale d’Amérique du Nord. Ses théories sur l’origine de la culture de Poverty Point ont été dépassées depuis, et les résultats de datation par le carbone 14 sur lesquels il s’est appuyé ont été remis en cause, étant donné l'état encore balbutiant de ces techniques à son époque. En 1958 il a mené des fouilles au Site Menard-Hodges dans le sud-est de l’Arkansas.
James A. Ford est mort d'un cancer.

## Œuvre
- James Alfred Ford, "The History of the Peruvian Valley [Viru Valley]."  (1954) Scientific American.--NY, v.191 no.2, .28-34.
- James Alfred Ford, "In Favor of Simple Typology." (1961)   American Antiquity.--Salt Lake City, v.27,no.1 p. 113-114
- James Alfred Ford, "Mound Builders of the Mississippi." (1952)   Scientific American.--NY, v.186, no.3, p. 22-27
- James Alfred Ford, "On the Concept of Types, an article by J.A. Ford with discussion by J.H. Steward." (1954)  American Anthropologist.--Menasha, Wis., n.s., v.56, p. 42-57
- James Alfred Ford, "Reply to 'The Viru Valley sequence: a critical review'." (1952)   American Antiquity.--Salt Lake City, v.XVII, p. 250
- Michael John O'Brien, & R. Lee Lyman.  James A. Ford and the Growth of Americanist Archaeology (1998) University of Missouri Press.
- Clifford Evans, "James A. Ford 1911-1968".(1968) American Anthropologist vol. 70, pp. 1162–1167